# Coelomocyt
Coelomocyt je fagocytní leukocyt, který mají živočichové, která mají coelom. Napadá bakterie a viry, pomocí zapouzdření nebo faocytózy. Někdy je coelomocyt připevněný ke stěně těla nebo se volně pohybuje uvnitř cévy.
U háďátka obecného nejspíše coelomocyt není zřejmě schopen fagocytózy.